# Gongylosoma
Genre
Gongylosoma est un genre de serpents de la famille des Colubridae.

## Répartition
Les espèces de ce genre se rencontrent en Asie du Sud-Est.

## Liste des espèces
Selon The Reptile Database (23 décembre 2015) :
- Gongylosoma baliodeirus Boie, 1827
- Gongylosoma longicaudum (Peters, 1871)
- Gongylosoma mukutense Grismer, Das & Leong, 2003
- Gongylosoma nicobariensis (Stoliczka, 1870)
- Gongylosoma scriptum (Theobald, 1868)

## Publication originale
- Fitzinger, 1843 : Systema Reptilium, fasciculus primus, Amblyglossae. Braumüller et Seidel, Wien, p. 1-106 (texte intégral).